# グーゼル・マニウロワ
グーゼル・マニウロワ (Gouzel Maniourova、1978年1月24日-)は、カザフスタンの女子レスリング選手。2004年アテネオリンピックレスリング72kg級、2016年リオデジャネイロオリンピックレスリング75kg級の銀メダリストである。ロシアのモルドヴィア共和国サランスク出身で、2010年にロシアからカザフスタンに国籍を変更した。

## 実績
- オリンピック
  - 2004年アテネオリンピック 銀メダル
  - 2012年ロンドンオリンピック 銅メダル
  - 2016年リオデジャネイロオリンピック 銀メダル
- ヨーロッパ選手権
  - 優勝 2004年